# Anonymous Love
Anonymous Love è un cortometraggio muto del 1913. Il nome del regista non viene riportato nei credit.

## Trama
Una raffinata dama si presenta in un ufficio postale. Di lei si innamora perdutamente l'impiegato delle poste, John Blinks. Avendo letto il nome della signora sul vaglia che lei ha spedito, Blinks inizia a mandarle dei regali all'indirizzo riportato: prima dei fiori e quindi un medaglione. L'impiegato, costernato, scoprirà che ha speso i suoi sudati risparmi non per la bella signora ma per la sua cameriera: il nome sul vaglia infatti era quello della domestica, che inviava del denaro alla madre.

## Produzione
Il film fu prodotto dalla Essanay Film Manufacturing Company.

## Distribuzione
Distribuito dalla General Film Company, il film - un cortometraggio di una bobina - uscì nelle sale cinematografiche USA il 17 giugno 1913.